# アランバローズ
アランバローズ（英: Alain Barows、2018年2月8日 - ）は、日本の競走馬。主な勝ち鞍に2020年のゴールドジュニア、ハイセイコー記念、全日本2歳優駿、2021年の東京ダービー。2020年NARグランプリ2歳最優秀牡馬。

## 経歴
2018年2月8日、北海道新冠町の大狩部牧場で誕生し、2019年の北海道サマーセール1歳市場にて918万円（税込）で取引された。

### 2歳（2020年）
2020年4月21日の能力試験を受け、この日800mで最速の48.9のタイムで合格。デビューは5月8日船橋のスズランデビュー（ダート1000m）で、好スタートから先手を奪うと最後はトーセンウィリアムに3馬身差をつけ逃げ切り勝ちを収める。続く6月18日船橋の月下香特別（ダート1200m）では道中軽快に逃げると最後は後続に5馬身差をつけ圧勝、デビュー2連勝を飾る。
秋に入り、この年から重賞に格上げとなった9月21日大井のゴールドジュニアに2番人気で出走。スタートから先頭を奪うと最後は1番人気のマカベウスに2馬身半差つけ重賞初制覇を果たす。11月17日大井のハイセイコー記念は初めて控える競馬となって前半掛かる場面もあったが、2番手追走から4コーナーで抜け出すと、ランリョウオーの追撃を退け重賞2連勝となる。12月16日川崎の全日本2歳優駿では先手を取り逃げると、3 - 4コーナーで一気に後続を引き離し、最後はランリョウオーに5馬身差をつけ圧勝。デビュー5連勝とともにJpnI初制覇を果たした。
2020年のNARグランプリ2歳最優秀牡馬を獲得した。

### 3歳（2021年）
全日本2歳優駿後は放牧に出され、2月中頃に帰厩。年明け初戦の京浜盃はスタートが悪く後方からの競馬で砂をかぶる形となり、全く伸びずブービーの9着に終わる。南関東公営競馬の3歳クラシック三冠の第1冠である羽田盃では、スタートを決めてハナを切るが、行きたがって後続を離してのハイペースでの逃げとなり、リードを保って直線に向かい逃げ込みをはかったが、トランセンデンスに交わされ2着となった。
続く2冠目の東京ダービーでは単勝1番人気に支持され、前走同様逃げの手に出たが、向正面ではハロン13秒台の息の入る流れとなり後続を引き付けつつ直線で引き離し、最後は脚が上がったものの直線追いすがるギャルダルを3/4馬身差振り切り1着となり、全日本2歳優駿以来の重賞制覇をダービーという大舞台で果たした。馬主の猪熊広次は2019年にロジャーバローズでJRAの日本ダービーを制しており、JRA・南関東両方のダービーを制した初の個人馬主となった。疲れが出たことで春の大一番ジャパンダートダービーは回避した。秋はJBCスプリントを目標とし、同じ距離のダートグレード競走・テレ玉杯オーバルスプリントに出走、果敢に先手を取るとテイエムサウスダンに3コーナーで並ばれながらも3着に粘った。続くJBCスプリント、年末の浦和ゴールドカップはともに見せ場なく大敗した。

### 4歳（2022年）
前走後はリフレッシュ放牧にだされる。復帰戦の8月のスパーキングサマーカップは12着と大敗するが、叩き2戦目の千葉ダートマイルは逃げ切って東京ダービー以来の勝利をあげる。続くサンタアニタトロフィーは僅差の2着と好走するが、次走の勝島王冠は11着に終わった。

### 5歳（2023年）
5月の川崎マイラーズから始動するが、心房細動を発症し10着と大敗した。

## 競走成績
以下の内容は、netkeiba.comおよびJBISサーチに基づく。
| 競走日     | 競馬場 | 競走名                     | 格      | 距離 （馬場） | 頭 数 | 枠 番 | 馬 番 | オッズ （人気） | 着順 | タイム （上り3F） | 着差 | 騎手        | 斤量 [kg] | 1着馬（2着馬）         | 馬体重 [kg] |
| ---------- | ------ | -------------------------- | ------- | ------------- | ----- | ----- | ----- | --------------- | ---- | ----------------- | ---- | ----------- | --------- | ---------------------- | ----------- |
| 2020.05.08 | 船橋   | スズランデビュー           | 新馬    | ダ1000m（稍） | 5     | 5     | 5     | 001.10（1人）   | 01着 | R1:00.9（37.3）   | -0.7 | 0左海誠二   | 54        | （トーセンウィリアム） | 428         |
| 0000.06.18 | 船橋   | 月下香特別                 | 270万下 | ダ1200m（良） | 11    | 1     | 1     | 001.20（1人）   | 01着 | R1:13.4（37.7）   | -1.1 | 0左海誠二   | 54        | （ジョエル）           | 426         |
| 0000.09.21 | 大井   | ゴールドジュニア           | SIII    | ダ1400m（良） | 13    | 2     | 2     | 003.80（2人）   | 01着 | R1:27.0（38.9）   | -0.5 | 0左海誠二   | 54        | （マカベウス）         | 434         |
| 0000.11.17 | 大井   | ハイセイコー記念           | SI      | ダ1600m（良） | 9     | 8     | 9     | 003.80（3人）   | 01着 | R1:40.8（38.3）   | -0.3 | 0左海誠二   | 55        | （ランリョウオー）     | 437         |
| 0000.12.16 | 川崎   | 全日本2歳優駿              | JpnI    | ダ1600m（良） | 14    | 7     | 11    | 005.60（3人）   | 01着 | R1:40.7（39.4）   | -1.1 | 0左海誠二   | 55        | （ランリョウオー）     | 434         |
| 2021.03.24 | 大井   | 京浜盃                     | SII     | ダ1700m（稍） | 10    | 2     | 2     | 001.70（1人）   | 09着 | R1:49.3（40.3）   | -2.5 | 0左海誠二   | 56        | チサット               | 437         |
| 0000.04.29 | 大井   | 羽田盃                     | SI      | ダ1800m（重） | 15    | 3     | 4     | 004.30（2人）   | 02着 | R1:51.7（38.4）   | -0.2 | 0左海誠二   | 56        | トランセンデンス       | 437         |
| 0000.06.09 | 大井   | 東京ダービー               | SI      | ダ2000m（良） | 16    | 5     | 9     | 004.10（1人）   | 01着 | R2:06.6（39.7）   | -0.1 | 0左海誠二   | 56        | （ギャルダル）         | 439         |
| 0000.09.23 | 浦和   | テレ玉杯オーバルスプリント | JpnIII  | ダ1400m（良） | 12    | 7     | 10    | 006.00（3人）   | 03着 | R1:26.0（38.8）   | -1.4 | 0左海誠二   | 52        | テイエムサウスダン     | 449         |
| 0000.11.03 | 金沢   | JBCスプリント              | JpnI    | ダ1400m（良） | 12    | 4     | 4     | 016.60（7人）   | 10着 | R1:28.2（38.6）   | -3.6 | 0左海誠二   | 56        | レッドルゼル           | 445         |
| 0000.12.21 | 浦和   | ゴールドC                  | SI      | ダ1400m（良） | 12    | 6     | 7     | 006.20（3人）   | 12着 | R1:30.8（42.5）   | -4.4 | 0左海誠二   | 57        | ティーズダンク         | 454         |
| 2022.08.25 | 川崎   | スパーキングサマーC        | SIII    | ダ1600m（良） | 14    | 4     | 6     | 016.70（6人）   | 12着 | R1:43.8（41.2）   | -2.5 | 0左海誠二   | 58        | フィールドセンス       | 455         |
| 0000.09.27 | 船橋   | 千葉ダートマイル           | OP      | ダ1600m（稍） | 5     | 4     | 4     | 003.30（3人）   | 01着 | R1:39.6（39.9）   | -0.2 | 0左海誠二   | 56        | （ブンロート）         | 461         |
| 0000.11.02 | 大井   | サンタアニタT              | SIII    | ダ1600m（良） | 16    | 5     | 10    | 010.80（6人）   | 02着 | R1:38.0（37.5）   | -0.0 | 0笹川翼     | 57.5      | スマイルウィ           | 455         |
| 0000.12.08 | 大井   | 勝島王冠                   | SII     | ダ1800m（不） | 16    | 1     | 2     | 003.90（2人）   | 11着 | R1:53.6（40.1）   | -2.0 | 0笹川翼     | 57        | ライトウォーリア       | 455         |
| 2023.05.17 | 川崎   | 川崎マイラーズ             | SIII    | ダ1600m（稍） | 10    | 7     | 7     | 006.60（4人）   | 10着 | R1:49.5（47.0）   | -7.1 | 0笹川翼     | 57        | アイウォール           | 442         |
| 0000.11.15 | 大井   | マイルグランプリ           | SII     | ダ1600m（良） | 8     | 7     | 7     | 017.30（5人）   | 07着 | R1:44.6（41.4）   | -2.7 | 0笹川翼     | 57        | スマイルウィ           | 462         |
| 2024.01.03 | 川崎   | 川崎マイラーズ             | SIII    | ダ1600m（良） | 14    | 4     | 6     | 056.1（11人）   | 04着 | R1:42.5（41.3）   | -0.3 | 0笹川翼     | 57        | デュードヴァン         | 464         |
| 0000.01.31 | 川崎   | 多摩川OP                   | OP      | ダ1600m（良） | 10    | 8     | 9     | 002.00（1人）   | 01着 | R1:43.1（40.1）   | -1.3 | 0笹川翼     | 57        | （デルマルーヴル）     | 463         |
| 0000.03.07 | 船橋   | 京成盃グランドマイラーズ   | SII     | ダ1600m（重） | 10    | 7     | 8     | 006.30（4人）   | 03着 | R1:40.2（39.6）   | -0.7 | 0笹川翼     | 56        | ギガキング             | 469         |
| 0000.05.22 | 浦和   | プラチナC                  | SIII    | ダ1400m（重） | 12    | 7     | 9     | 003.80（2人）   | 03着 | R1:28.5（40.0）   | -0.1 | 0笹川翼     | 56        | アマネラクーン         | 462         |
| 0000.06.19 | 浦和   | さきたま杯                 | JpnI    | ダ1400m（重） | 12    | 1     | 1     | 116.40（8人）   | 12着 | R1:31.2（44.0）   | -4.5 | 0御神本訓史 | 57        | レモンポップ           | 459         |
| 0000.08.07 | 川崎   | スパーキングサマーC        | SII     | ダ1600m（良） | 14    | 5     | 7     | 007.60（4人）   | 02着 | R1:42.2（40.5）   | -0.4 | 0笹川翼     | 58        | フォーヴィスム         | 459         |
| 0000.10.16 | 大井   | マイルGP                   | SII     | ダ1600m（良） | 16    | 6     | 12    | 012.00（5人）   | 03着 | R1:41.2（39.5）   | -0.3 | 0笹川翼     | 56        | スマイルウィ           | 456         |
| 0000.12.10 | 川崎   | スパーキングマイラーズCh   | 準重賞  | ダ1600m（良） | 14    | 6     | 9     | 001.70（1人）   | 01着 | R1:41.2（39.4）   | -2.5 | 0笹川翼     | 57        | （ゴールドレガシー）   | 462         |
| 2025.01.03 | 川崎   | 川崎マイラーズ             | SIII    | ダ1600m（良） | 12    | 2     | 2     | 001.90（1人）   | 07着 | R1:44.3（42.4）   | -2.0 | 0笹川翼     | 57        | ムエックス             | 463         |
| 0000.02.06 | 川崎   | 多摩川OP                   | OP      | ダ1600m（良） | 13    | 5     | 7     | 002.20（1人）   | 01着 | R1:41.8（38.1）   | -0.9 | 0笹川翼     | 57        | （ギャルダル）         | 463         |

- 競走成績は2025年2月6日現在

## 血統表
| アランバローズの血統                      | アランバローズの血統             | アランバローズの血統         | （血統表の出典）             | （血統表の出典） |
| 父系                                      | ストームバード系                 | ストームバード系             | ストームバード系             | [ § 2 ]          |
| 父 *ヘニーヒューズ Henny Hughes 2003 栗毛 | 父の父*ヘネシー 1993 栗毛        | Storm Cat                    | Storm Bird                   | Storm Bird       |
| 父 *ヘニーヒューズ Henny Hughes 2003 栗毛 | 父の父*ヘネシー 1993 栗毛        | Storm Cat                    | Terlingua                    |                  |
| 父 *ヘニーヒューズ Henny Hughes 2003 栗毛 | 父の父*ヘネシー 1993 栗毛        | Island Kitty                 | Hawaii                       | Hawaii           |
| 父 *ヘニーヒューズ Henny Hughes 2003 栗毛 | 父の父*ヘネシー 1993 栗毛        | Island Kitty                 | T.C. Kitten                  |                  |
| 父 *ヘニーヒューズ Henny Hughes 2003 栗毛 | 父の母Meadow Flyer 1989 栗毛     | Meadowlake                   | Hold Your Peace              | Hold Your Peace  |
| 父 *ヘニーヒューズ Henny Hughes 2003 栗毛 | 父の母Meadow Flyer 1989 栗毛     | Meadowlake                   | Suspicious Native            |                  |
| 父 *ヘニーヒューズ Henny Hughes 2003 栗毛 | 父の母Meadow Flyer 1989 栗毛     | Shortley                     | Hagley                       | Hagley           |
| 父 *ヘニーヒューズ Henny Hughes 2003 栗毛 | 父の母Meadow Flyer 1989 栗毛     | Shortley                     | Short Winded                 |                  |
| 母 カサロサーダ 2013 鹿毛                 | 母の父ステイゴールド 1994 黒鹿毛 | *サンデーサイレンス          | Halo                         | Halo             |
| 母 カサロサーダ 2013 鹿毛                 | 母の父ステイゴールド 1994 黒鹿毛 | *サンデーサイレンス          | Wishing Well                 |                  |
| 母 カサロサーダ 2013 鹿毛                 | 母の父ステイゴールド 1994 黒鹿毛 | ゴールデンサッシュ           | *ディクタス                  | *ディクタス      |
| 母 カサロサーダ 2013 鹿毛                 | 母の父ステイゴールド 1994 黒鹿毛 | ゴールデンサッシュ           | ダイナサッシュ               |                  |
| 母 カサロサーダ 2013 鹿毛                 | 母の母*センブラフェ 2007 鹿毛    | Manipulator                  | Unbridled                    | Unbridled        |
| 母 カサロサーダ 2013 鹿毛                 | 母の母*センブラフェ 2007 鹿毛    | Manipulator                  | Inside Information           |                  |
| 母 カサロサーダ 2013 鹿毛                 | 母の母*センブラフェ 2007 鹿毛    | Siembra Pasion               | El Sembrador                 | El Sembrador     |
| 母 カサロサーダ 2013 鹿毛                 | 母の母*センブラフェ 2007 鹿毛    | Siembra Pasion               | Larga Pasion                 |                  |
| 母系(F-No.)                               | センブラフェ(ARG)系(FN:10-a)     | センブラフェ(ARG)系(FN:10-a) | センブラフェ(ARG)系(FN:10-a) | [ § 3 ]          |
| 5代内の近親交配                           | アウトブリード                   | アウトブリード               | アウトブリード               | [ § 4 ]          |
| 出典                                      | 1. 2. 3. 4.                      | 1. 2. 3. 4.                  | 1. 2. 3. 4.                  | 1. 2. 3. 4.      |